# Władimir Abajew
Władimir Dawidowicz Abajew (ros. Владимир Давидович Абаев, ur. 3 października?/15 października 1886 we wsi Sba w guberni tyfliskiej, zm. 1964) – radziecki działacz partyjny i państwowy.

## Życiorys
Uczył się w Tyfliskim Instytucie Nauczycielskim, w 1913 był słuchaczem rolniczych kursów hodowli i gospodarki mleczarskiej, do 1917 pracował jako nauczyciel szkoły miejskiej we Władykaukazie. W 1918 wstąpił do RKP(b) i pracował w Terskiej Radzie Komisarzy Ludowych, 1919-1920 był nauczycielem szkoły miejskiej w Cchinwali, od 7 do 23 czerwca 1920 był przewodniczącym Komitetu Rewolucyjnego Osetii Południowej. W 1921 został redaktorem gazety "Gorskaja Biednota" we Władykaukazie, później był sekretarzem CIK Południowoosetyjskiego Obwodu Autonomicznego i przedstawicielem Górskiej ASRR przy Prezydium WCIK. Od 1930 pracował w Moskiewskim Instytucie Agrarnym, uzyskał stopień doktora nauk ekonomicznych, a 1934-1937 był dyrektorem Nikitskiego Ogrodu Botanicznego w Krymskiej ASRR. W 1937 został aresztowany podczas wielkiej czystki i uwięziony, w 1940 go zwolniono. W 1941 został dyrektorem Południowoosetyjskiego Naukowo-Badawczego Instytutu Akademii Nauk Gruzińskiej SRR, a w 1951 starszym pracownikiem naukowym tego instytutu. Był odznaczony Orderem Czerwonego Sztandaru Pracy.